# Carriacou
Carriacou est une île des Grenadines, un archipel des petites Antilles. Carriacou est la plus septentrionale des îles de l'État de Grenade.

## Géographie
Carriacou, connue comme « l'île entourée de récifs », est la plus grande île des Grenadines et a la réputation d'être une des plus belles des Antilles. Elle offre de longues plages de sable blanc, des baies assez profondes, du relief et des sites de mouillage.

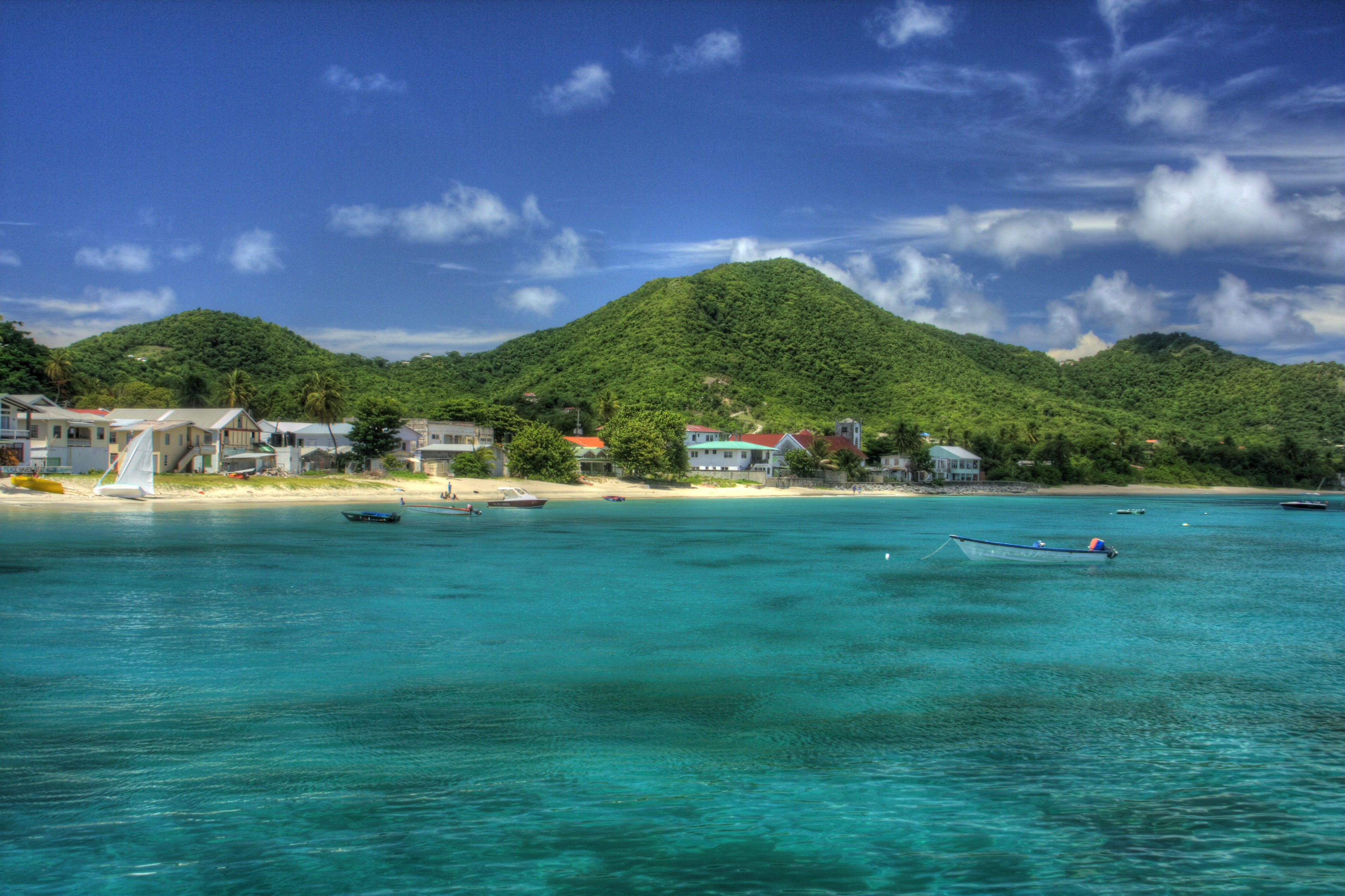
Vue sur Carriacou.

Les principales villes ou villages sont Hillsborough, L'Esterre, Grand Bay, Harvey Vale et Windward.
Carriacou n'a pas de rivière, l'approvisionnement en eau ne provient que des précipitations. La saison sèche s'étend de février à juin.
L'île de Petite Martinique est éloignée d'environ un kilomètre et demi à l'Est de Carriacou. Elle a une superficie de 2,4 km² et une population de 900 habitants vivant essentiellement de la construction de navires artisanaux, de la pêche et de safari marin.

## Histoire

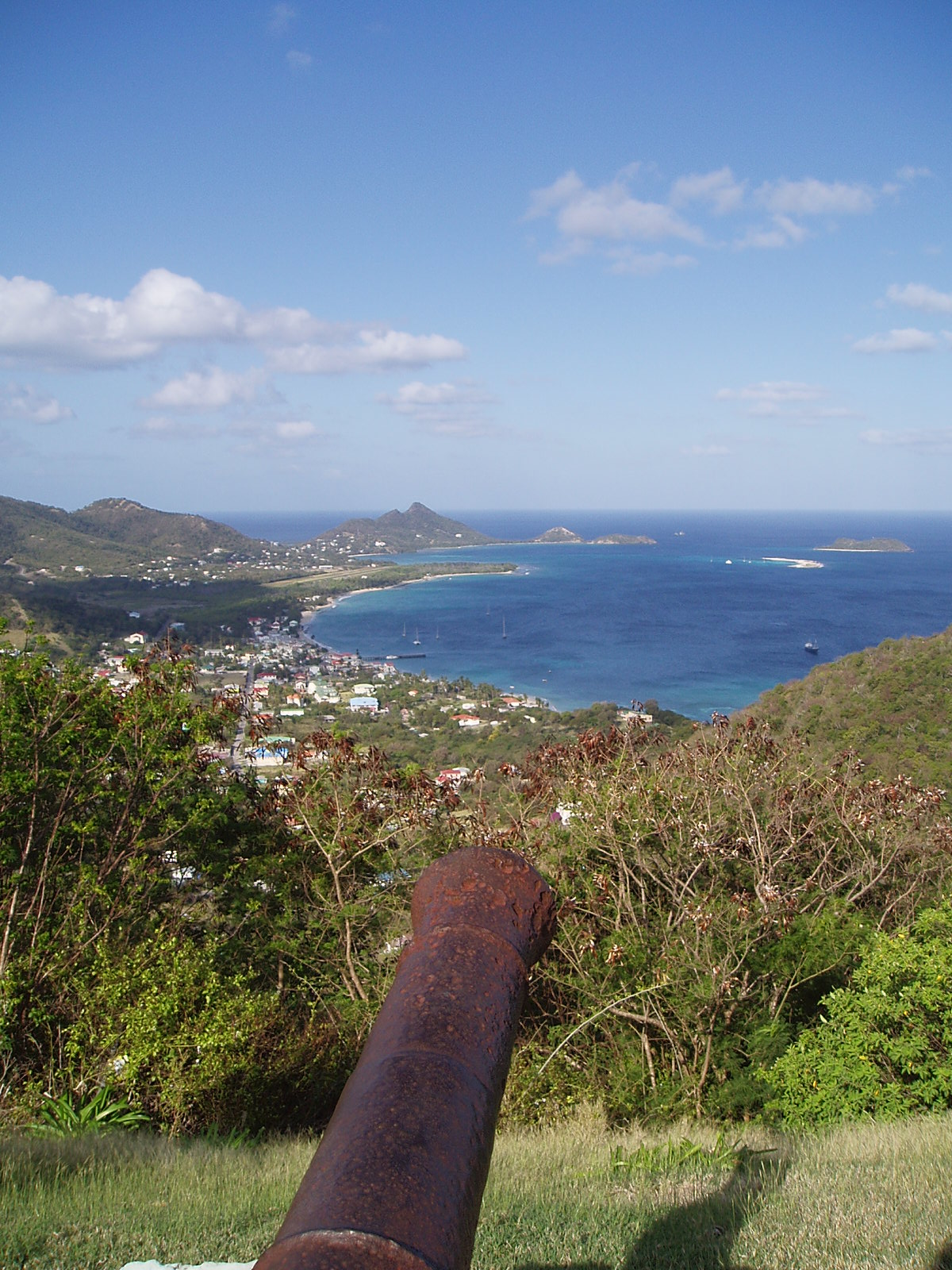
Vue de Hillsborough.

Les premiers habitants furent les indiens Arawaks puis Kalinagos qui ont nommé Carriacou « le pays des récifs ». Autre interprétation : Kari Aku en tainos signifie « Œil du seigneur ».
Carriacou fut colonisée par les Français mais cédée en 1763 avec Grenade au Royaume-Uni lors du traité de Paris.
Aujourd'hui, la majorité des habitants sont des descendants d'esclaves africains. Il y a toujours une influence britannique sur l'île, qui a été longtemps dans l'Empire britannique et est rattachée à Grenade, membre du Commonwealth. On retrouve aussi une influence française dans les noms de villages et dans le créole local.
Il y a toujours des constructions traditionnelles de bateaux dans le village de Windward, situé dans le Nord de l'île où l'on retrouve les descendants d’Écossais et d'Irlandais.
Beaucoup de Carriacouans ont émigré au Royaume-Uni, aux États-Unis ou dans les autres îles des Antilles à cause du manque d'emploi. L'île n'a pas de secteur manufacturier et l'agriculture reste la principale activité. Beaucoup de Carriacouans retournent dans leur île pour les vacances ou pour y prendre leur retraite.
Si l'ouragan Ivan en 2004 fit des dégâts considérables à Grenade, il épargna pratiquement Carriacou et Petite Martinique. Cependant, en 2005, l'ouragan Emily frappa durement l'île, obligeant à l'évacuation de son seul hôpital et détruisant ou endommageant des centaines de foyers.
L'île est touchée par l'ouragan Beryl le 1er juillet 2024 avec des vents mesurés jusqu'à 240 km/h alors que l'œil traverse l'île ; le premier ministre grenadien Dickon Mitchell déclare que l'île a été « rasée »,. 

## Festivals
Il existe trois événements culturels majeurs à Carriacou :
- le carnaval se tient en février ou début mars ;
- la « Carriacou Regatta » se tient le premier weekend d'août, c'est une course pour les bateaux construits de manière artisanale ;
- le « Parang » le weekend avant Noël qui célèbre la musique et la culture de l'île.

## Transports
Carriacou possède un petit aéroport, Lauriston, (code AITA : CRU), à l'Ouest de l'île. Des connexions vers Carriacou sont possibles à partir de Grenade, Trinité-et-Tobago, la Barbade, Sainte-Lucie, Saint-Vincent-et-les-Grenadines et la Martinique.
Un service de ferry relie Carriacou, Petite Martinique et Grenade habituellement deux fois par jour.

## Référence
- (en) Cet article est partiellement ou en totalité issu de l’article de Wikipédia en anglais intitulé « Carriacou and Petite Martinique » (voir la liste des auteurs).

1. ↑  « L’ouragan Béryl, « potentiellement catastrophique », passe en catégorie 5 après avoir touché une île de la Grenade », Le Monde,‎ 1er juillet 2024 (lire en ligne, consulté le 2 juillet 2024)
2. ↑  « L’ouragan Beryl a frappé les Caraïbes, les images terribles des îles dévastées », HuffPost,‎ 2 juillet 2024 (lire en ligne, consulté le 2 juillet 2024)